# Dominik Mysterio
Dominik Óscar Gutiérrez (*5. dubna 1997, San Diego, Kalifornie, USA), známější jako "Dirty" Dominik Mysterio, je americký profesionální wrestler pracující ve společnosti WWE v show RAW. Je členem frakce The Judgment Day. Jeho otec Rey Mysterio je také profesionální wrestler.

## Mládí
Dominik Gutiérrez se narodil 5. dubna 1997. Má mexicko-americký původ, je synem Angie a Óscara Gutiérrezových, jeho otec je známější jako Rey Mysterio. Má mladší sestru Aalyah Gutiérrez.

## Kariéra
Ve WWE se objevoval již jako dítě, například při zápase Rey Mysterio vs Eddie Guerrero: Custody of Dominik, byl zde součástí příběhu. Wrestling začal trénovat v roce 2018 a poprvé zápasil 23. srpna 2020 na akci SummerSlam proti Sethu Rollinsovi. Zápas ale prohrál. Následně vytvořil tým The Mysterios se svým otcem Reyem. Spolu získali WWE SmackDown Tag Team Championship. Na akci Clash of the Castle v roce 2022 zradil svého otce a Edgeho a připojil se k frakci The Judgment Day. Frakce si prošla několika členskými změnami.

## Osobní život
Dominik Mysterio se 6. března 2024 oženil se svojí dlouholetou přítelkyní Marií Juilette.

## Úspěchy
- WWE
  - NXT North American Championship (2x)
  - WWE SmackDown Tag Team Championship (1x) s Reyem Mysteriem
  - Slammy Award (2x)